# Ямгілл
Я́мгілл, Я́мхілл (англ. Yamhill) — річка у штаті Орігон (США), ліва притока річки Вілламетт.
Довжина річки становить 18 км, але разом із своєю правою твірною Південним Ямхиллом має довжину 115 км. Південний Ямхилл має протяжність 97 км, а Північний Ямхилл — 50 км. Витоки обох річок знаходяться на Північноорегонському Прибережному хребті.
Над самою річкою знаходяться міста Лафаєтт та Дейтон. Над Південним Ямхіллом розташовані міста Гранд-Ронде, Вилламіна, Шерідан, Мак-Миннвилл. Над Північним Ямхіллом розташоване міста Карлтон та Ямгілл.
Долина Ямгиллу є значним виноградницьким районом. У верхів'ях Південного Ямгіллу лежать індіанські землі резервації Гранд-Ронде, де індіанці побудували для білих казино.
| США | Це незавершена стаття з географії США. Ви можете допомогти проєкту, виправивши або дописавши її. |